# Dalea flavescens
Dalea flavescens är en ärtväxtart som först beskrevs av Sereno Watson, och fick sitt nu gällande namn av Stanley Larson Welsh. Dalea flavescens ingår i släktet Dalea, och familjen ärtväxter. Inga underarter finns listade i Catalogue of Life.